# Отдельная Морская бригада Особого назначения
Отдельная морская бригада особого назначения — соединение морской пехоты в Русской императорской армии.

## История
1 октября 1914 года в крепость Ивангород прибыл двухротный Отдельный батальон 2-го Балтийского флотского экипажа в составе 607 нижних чинов и 16 офицеров и классных чинов под командованием капитана 1-го ранга Г. Н. Мазурова. Батальон был сформирован по Высочайшему повелению в Петрограде из чинов Морской охраны и командирован в Ивангород распоряжением Морского министерства. Высочайшим повелением батальону были приданы два катера Морской охраны.
В начале декабря 1914 года в состав батальона влился отряд из 611 пеших артиллеристов, направленных в Ивангород для обслуживания крепостных орудий. С целью придания большей организации и укрепления единоначалия в том же месяце по инициативе коменданта крепости генерала Шварца Отдельный батальон 2-го Балтийского флотского экипажа был развёрнут в двухбатальонный Морской полк особого назначения, для чего несколько унтер-офицеров были произведены в офицеры. Командиром полка был назначен капитан 1-го ранга (с 19 января 1915 года генерал-майор) Мазуров. В июле 1915 года полку был придан блиндированный поезд
Приказом Главнокомандующего армиями Западного фронта от 31 мая 1916 г. за № 788 Морской полк Особого назначения был развёрнут в Отдельную Морскую бригаду Особого назначения в составе:
- Управления бригады;
- артиллерийского полка;
- минного полка;
- речной флотилии;
- механической мастерской.

3 июня временно командовать бригадой был назначен генерал-майор Мазуров. Штаб бригады расположился в Орше, в имении Бабиничи. Бригаде был определён следующий штат:
- Офицеров и классных чинов — 158
- Нижних чинов — 8 654
- Лошадей — 2 923
- Орудий и пулемётов (не считая установленных на судах флотилии) — 254
- Катеров — 96
- Повозок — 698
- Паровозов — 2
- Блиндированных вагонов — 15

## Состав бригады в 1916 году
- Управление бригады (Орша);
- Артиллерийский полк (Орша);
- Минный полк (Орша);
- Речная флотилия (Мозырь);
- Механическая мастерская (Серпухов).